# Le favole di Esopo
Le favole di Esopo (まんがイソップ物語?, Manga Aesop monogatari, lett. "Le storie di Esopo a fumetti") è un anime di 52 episodi ispirato alle favole di Esopo, prodotto nel 1983 dalla Nippon Animation. Sullo stesso tema la Toei Animation ha prodotto il film Manga Aesop Monogatari.

## Trama
Ogni episodio è l'adattamento di una famosa favola di Esopo. Di consueto, al termine di ciascun episodio, tre scimmiette di nome Tan, Chi e Ton spiegano la morale al pubblico.

## Edizione italiana
Il primo doppiaggio dell'anime è stato curato dallo studio Carioca, sotto la direzione di Lella Carcereri. Nell'adattamento italiano, le sigle giapponesi sono state sostituite da un tema strumentale composto da Francesco Pisanu. Questa edizione venne distribuita dalla Top TV e fu trasmessa inizialmente su Junior TV nell'autunno 1992 e poi su altre televisioni locali.
Nel 2007 la serie fu inoltre replicata su JimJam con il titolo Esopo favoloso con un nuovo doppiaggio curato dallo studio CAR Film Centro sotto la direzione di Elio Zamuto. In questo secondo adattamento i dialoghi italiani sono di Daniela Mazzarotta, Leonardo Piferi, Monica Chiovoloni e Simona Allodi.
A partire dal 2020 la serie è stata replicata sul contenitore Contactoons all'interno della syndication Universe, in onda su CafèTV24, con una nuova sigla italiana cantata da Santo Verduci. Il titolo della serie è stato inoltre cambiato in Mille fiabe, mille avventure. Questa nuova edizione televisiva utilizza il doppiaggio originario.

### Doppiaggio
| Personaggio | Doppiatore giapponese | Doppiatore italiano (1992) | Doppiatore italiano (2007) |
| ----------- | --------------------- | -------------------------- | -------------------------- |
| Ton (トン?) | Keiko Yamamoto        | -                          | Simone Crisari             |
| Tan (タン?) | Noriko Tsukase        | -                          | Paolo Vivio                |
| Chī (チー?) | Chiyoko Kawashima     | -                          | Emanuela Damasio           |
| Vecchietta  | -                     | -                          | Cristina Grado             |
| Vecchietto  | -                     | -                          | Goffredo Matassi           |
| Narratore   | -                     | -                          | Simone Crisari             |

## Sigle
Sigla iniziale giapponese
- "Happy Days" di Pegmo

Sigla finale giapponese
- "Hello Hello" di Pegmo

## Episodi
Nella seguente tabella sono indicati i titoli degli episodi della prima e della terza edizione italiana.
| Nº | Titolo italiano Giapponese 「Kanji」 - Rōmaji | In onda          | In onda |
| Nº | Titolo italiano Giapponese 「Kanji」 - Rōmaji | Giapponese       |         |
| 1  | La cicala e la formica 「アリとキリギリス」 - ari to kirigirisu | 10 ottobre 1983  |         |
| 1  | Una cicala prende in giro delle formiche che lavorano durante l'estate ma quando arriva l'inverno si trova senza scorte e capisce di aver avuto torto. |                  |         |
| 2  | Il granchio e la volpe 「しっぽを切られたキツネ」 - shippowo kira reta kitsune | -                |         |
| 2  | Un piccolo granchio non vuole più vivere in fondo al mare e allora risale in superficie per cominciare una nuova vita. Una volpe però lo divorerà; dimostrando che una creatura del mare deve stare in mare. |                  |         |
| 3  | Il vento e il sole / Il sole e il vento del nord 「北風と太陽」 - kitakaze to taiyō | -                |         |
| 3  | Il Vento del Nord e il Sole decidono di mettersi reciprocamente alla prova, cercando entrambi di spingere un passante a togliersi i vestiti. Il Vento soffia più forte che può, ma non riesce a far volare via i vestiti dell'uomo. Il Sole, invece, diffonde il proprio calore e il passante, accaldato, si spoglia e si fa una nuotata nel vicino fiume. Il vento così capisce che la persuasione è più efficace della violenza. |                  |         |
| 4  | Il leone e il topo / Il leone e il topolino 「ライオンとネズミ」 - raion to nezumi | -                |         |
| 4  | Un topino salva un leone da una trappola, e quest'ultimo capisce che anche i piccoli hanno dei pregi. |                  |         |
| 5  | La lepre e la tartaruga / La lepre e la tartaruga 「ウサギとカメ」 - usagi to kame | -                |         |
| 5  | Una lepre ambiziosa sfida una tartaruga a una gara di corsa pensando di vincere. Ma, dando per scontata la vittoria, si ferma in mezzo alla competizione per giocare e mangiare. Alla fine la tartaruga, proseguendo lentamente ma con costanza, vince la gara. |                  |         |
| 6  | Il leone e il cervo 「シカとライオン」 - shika to raion | -                |         |
| 6  | Un cervo specchiandosi in un fiume si vanta delle sue corna, ma si lamenta delle sue gambe che sono sottili e insignificanti e si rifiuta di averle. Il cervo vede arrivare un leone, inizia cosi la fuga. Il cervo così si accorge che le sue gambe sottili sono veloci, ma poi rimane impigliato con le corna e il leone lo cattura senza pietà. |                  |         |
| 7  | I corvi e gli altri uccelli / Il re degli uccelli 「カラスと鳥たち」 - karasu to tori tachi | -                |         |
| 7  | Zeus, volendo istituire un re degli uccelli. Una cornacchia conoscendo la propria deformità raccoglieva le piume cadute dagli uccelli e se le attaccava addosso. Zeus si accingeva a nominarla per la sua bellezza, gli uccelli gli strapparono ciascuno la propria piuma e così la cornacchia divenne spoglia. |                  |         |
| 8  | Le rane del pantano 「王様を求めるカエルたち」 - ōsama wo motome ru kaeru tachi | -                |         |
| 8  | Due rane, abbandonato il pantano dove abitavano, perché nell’estate s’era prosciugato, andavano cercandone un altro. Capitarono presso un profondo pozzo, e una di esse, quando lo vide, disse all’altra di andarne a cercarne un altro, ma l'altra continua a pensare che l'acqua sia troppo secca. |                  |         |
| 9  | Il pastore bugiardo / Il bugiardo 「うそつきの羊飼い」 - usotsukino hitsujikai | -                |         |
| 9  | Un pastore chiama aiuto per proteggere il suo gregge da un lupo quando in realtà non c'è nessun pericolo, prendendo in giro gli altri. Quando arriva davvero un lupo che lo insegue per mangiarlo, nessuno viene per soccorrerlo pensando che si tratti ancora di uno scherzo. |                  |         |
| 10 | Il piccione assetato / Le formiche e la colomba 「アリとハト」 - ari to hato | -                |         |
| 10 | Un giorno una formica affaticata dal troppo lavoro, andò a sorseggiare un po' acqua fresca al fiume. Si sporse troppo e cadde in acqua. La corrente la portò via. Una colomba, che prese un rametto e lo gettò nel ruscello, aggrappandosi la formichina riuscì a salvarsi. |                  |         |
| 11 | Il leone e l'asino 「ロバとオンドリとライオン」 - roba to ondori to raion | -                |         |
| 11 | Un leone e un asino collaborano per cacciare: l’asino spaventa le prede con il suo raglio, mentre il leone le cattura all’uscita della grotta. Al termine, l’asino si vanta del successo, ignorando l’ironia del leone |                  |         |
| 12 | Il cinghiale e la volpe / Il cinghiale e la volpe 「イノシシとキツネ」 - inoshishi to kitsune | -                |         |
| 12 | Un cinghiale stava mettendo a filo di taglio le zanne, e s'adoperava contro la corteccia di un faggio. Passò di lì una volpe che restò a guardarlo. Il cinghiale incurante del nuovo spettatore, la volpe, continuò ad affilare le zanne con tanta forza e precisione da scuotere tutto, albero e cespugli intorno. |                  |         |
| 13 | Il cucciolo di lupo 「オオカミと子ギツネ」 - ookami to ko gitsune | -                |         |
| 13 | Il lupo avendo tanto da mangiare che gli soprabbondava, si riposava. Trovatolo la Volpe, gli domandò la cagione dell'ozio. Egli rispose, che si sentiva male, e che di grazia pregasse li Dei per la sua sanità. Quella vedendo, che l'inganno suo non succedeva; andò a trovare il Pastore, e gli disse dove il Lupo era. |                  |         |
| 14 | La donna e la gallina / La donna e la gallina 「りこうなニワトリ」 - rikōna niwatori | -                |         |
| 14 | Una donna aveva una gallina, che ogni giorno faceva un uovo. Dopo un po' di tempo, la donna iniziò a rimpinzare di cibo la gallina. Alla fine, però, la gallina diventò così grassa da non riuscire più a fare le uova. |                  |         |
| 15 | Il taglialegna ed Ermes 「きこりとヘルメス」 - kikorito herumesu | -                |         |
| 15 | Un taglialegna perde l'accetta nel fiume, ma Ermes gliela riporta, non prima però di aver valutato la sua onesta. chiedendogli se l'accetta era di argento od oro. Simil cosa accade a un altro taglialegna avido, ma quando Ermes gli chiede quel è la sua accetta e il taglialegna mente per avere quella d'oro, Ermes si arrabbia per la sua disonesta e lo punisce senza dargli niente. |                  |         |
| 16 | Il topo di campagna ed il topo di città / Il topo di campagna e il topo di città 「田舎ネズミと都会ネズミ」 - inaka nezumi to tokai nezumi | -                |         |
| 16 | Un topo di campagna va a trovare un amico nel grande paese. Quando si accorge che la città è piena di pericoli torna a casa, la madre però lo sculaccia per quello che ha fatto. |                  |         |
| 17 | L'astuzia della volpe 「キツネときこり」 - kitsune tokikori | -                |         |
| 17 | Una volpe si finge morta distendendosi immobile su un fianco; un corvo, credendola davvero morta, si avvicina per beccarla, ma la volpe balza su di lui e lo cattura. |                  |         |
| 18 | Il cane ingordo 「欲ばりな犬」 - yoku barina inu | -                |         |
| 18 | Un cane trova un bel pezzo di carne. Quando arriva vicino al fiume pensa che il suo riflesso sia un altro cane con la medesima bistecca; si butta nell'acqua per rubargliela ma si accorge che si trattava della sua immagine. Purtroppo così il cane ha perso il suo pezzo di carne. |                  |         |
| 19 | La gatta e Afrodite / La gatta innamorata 「めすネコとアフロディテ」 - mesu neko to afurodeite | -                |         |
| 19 | Una gatta, che era innamorata di un bellissimo giovane, pregava continuamente Afrodite affinché la trasformasse in una fanciulla. Finalmente la dèa, avendo compassione di questa, cedendo dunque alle preghiere, la trasformava in una graziosa ragazza. |                  |         |
| 20 | Il figlio ladro e la madre / Il ladruncolo 「盗みをした子と母」 - nusumi woshita ko to haha | -                |         |
| 20 | Un fanciullo, avendo portato via dalla scuola la tavoletta di un compagno, la portò alla madre. Siccome questa non solo non lo percosse, ma lo lodò anche, una seconda volta, rubò un mantello, lo portò a lei; avendolo ella accettato ancor più contenta, col passar del tempo, si diede ormai a rubare oggetti anche più preziosi. |                  |         |
| 21 | Il leone e la lepre 「ライオンとウサギ」 - raion to usagi | -                |         |
| 21 | Un leone un giorno va a caccia portando con se il figlioletto. I due vedono un leprotto e decidono di inseguirlo; dopo una lunga fuga il leprotto si ritrova in un vicolo cieco ma, all'ultimo secondo, il leone e il leoncino vedono un cervo e decidono di inseguirlo trascurando il leprotto. Il cervo riesce a fuggire e i due leoni tornano quindi nel luogo in cui avevano abbandonato il leprotto, dove scoprono che durante la loro assenza esso è fuggito. Padre e figlio si pentono di aver lasciato fuggire la preda e quella sera si ritrovano senza cena. |                  |         |
| 22 | La pecora tosata 「毛を刈られる羊」 - ke wo kara reru hitsuji | -                |         |
| 22 | Un pastore si mette a tosare le sue pecore, ma una di loro lo rimprovera per come si muove e adopera, facendo sembrare più che le voglia uccidere. |                  |         |
| 23 | Il falconiere e la pernice 「ワシのおんがえし」 - washi noongaeshi | -                |         |
| 23 | Un uccellatore è intento ad ammazzare una pernice. La pernice gli promette di portargliene altre più grasse sul punto di morte, ma l'uccellatore la rimprovera, dicendo che tradisce i suoi amici uccidendoli. |                  |         |
| 24 | Il lupo e l'agnello / Il lupo e l'agnello 「子羊と笛を吹くオオカミ」 - kohitsuji to fue wo fuku ookami | -                |         |
| 24 | Un lupo trova un flauto e decide di usarlo per attirare gli animali per poi sbranarli. Quando vede una pecora, il piccolo animale indifeso chiede alla belva di esaudire il suo ultimo desiderio: ballare con la musica del flauto. Il lupo obbedisce, ma i cani del gregge della pecorella arrivano in suo soccorso e scacciano via il lupo, che si pente di aver accontentato la preda attirando l'attenzione dei cani pastori. |                  |         |
| 25 | Il contadino, il figlio e l'asino / L'asino e il mugnaio 「農夫とその子どもたち」 - nōfu tosono kodomo tachi | -                |         |
| 25 | Un vecchio faceva il cammino con il figlio giovinetto. Il padre e il figlio avevano un unico piccolo asinello: a turno venivano portati dall'asino ed alleviavano la fatica del percorso. Mentre il padre veniva portato e il figlio procedeva con i suoi piedi, i passanti li schernivano. |                  |         |
| 26 | La volpe e il corvo 「キツネとヤギ」 - kitsune to sagi | -                |         |
| 26 | Un corvo trova un bel pezzo di formaggio, ma una volpe comincia a lusingarlo per ingannarlo. Il corvo, ingenuamente, apre il becco per cantare, facendo in modo che il formaggio cada in mani della volpe. |                  |         |
| 27 | L'uomo e il satiro 「白いカラス」 - shiroi karasu | -                |         |
| 27 | Un uomo è amico di un satiro. Un giorno si mette a soffiarsi le mani durante una passeggiata, alla domanda del satiro risponde che lo fa per scaldarsi le mani. Giunti a una locanda, questa volta l'uomo comincia a soffiare sul cibo, giustificandosi che è per renderlo meno bollente. Il satiro, indignato, se ne va. |                  |         |
| 28 | La moglie e il marito ubriacone 「女とめんどり」 - onna tomendori | -                |         |
| 28 | Racconta di una donna che cerca di correggere il vizio dell'ubriachezza del marito. La donna, stanca del comportamento del marito, lo porta al cimitero quando è ubriaco e lo lascia lì. Quando torna per vedere se ha smaltito la sbronza, lui le chiede da bere. La donna, colpita nel constatare che il marito non ha imparato nulla, esclama che la sua astuzia è stata inutile. |                  |         |
| 29 | Il lupo e la nonna / Il lupo e la vecchietta 「オオカミとおばあさん」 - ookami toobaasan | -                |         |
| 29 | Un lupo affamato vede una vecchietta che minaccia il nipote neonato di darlo in pasto al lupo se non smette di piangere; la bestiaccia allora si mette ad aspettare alla porta. Arrivata la sera il bambino ricomincia a piangere, la nonna stavolta lo calma e lo porta a letto con sé, dicendogli che se viene il lupo lo uccideranno. Il lupo allora, triste ed affamato, se ne va con la pancia vuota mentre una talpa lo deride. |                  |         |
| 30 | Il pavone e la gru 「キツネとツル」 - kitsune to tsuru | -                |         |
| 30 | Un pavone si crede molto bello e affascinante, ma una cicogna gli insegna che la vera bellezza sta nel cuore. |                  |         |
| 31 | L'aquila e la volpe / La volpe e l'aquila 「ワシとキツネ」 - washi to kitsune | -                |         |
| 31 | Un aquila si mangia i cuccioli di una volpe, poco dopo ruba una vittima offerta in sacrificio dagli dei, ma un viscere incandescente da fuoco al nido. I suoi pulcini cadono dal albero e la volpe se li mangia. |                  |         |
| 32 | L'asino selvatico e l'asino domestico 「粉屋とロバ」 - konaya to roba | -                |         |
| 32 | Un asino selvatico avendo visto un asino domestico in un luogo soleggiato avvicinatosi si congratulava con lui per la prestanza fisica e la disponibilità del cibo. Ma più tardi avendo visto lui che trasportava pesi e l'asinaio che seguiva dietro e lo colpiva con bastonate disse che non lo vedeva più felice, dato che di problemi ne aveva in abbondanza. |                  |         |
| 33 | L'asino stupido / L'asino stupido 「まぬけなロバ」 - manukena roba | -                |         |
| 33 | Un asino combina tanti guai oltre ad essere pigro, durante i viaggi con il suo padrone cerca sempre di creare tanti scompigli. Ma la punizione si trova dietro l'angolo. |                  |         |
| 34 | L'aquila e la tartaruga 「兄弟仲の悪い子どもたち」 - kyōdai naka no warui kodomo tachi | -                |         |
| 34 | Una tartaruga, desiderosa di volare, chiede all'aquila di insegnarle. L'aquila, pur spiegando che ciò è contrario alla natura della tartaruga, alla fine acconsente. La prende con gli artigli, la porta in alto e la lascia cadere. La tartaruga precipita su una roccia e muore. |                  |         |
| 35 | Il medico e la nonna / La vecchietta e il dottore 「おばあさんと医者」 - obaasanto isha | -                |         |
| 35 | Una donna anziana, essendo malata agli occhi, chiamò un medico a pagamento. Ed egli, entrando in casa sua, tutte le volte che le ungeva gli occhi, mentre quella teneva gli occhi chiusi, continuava a portarle via uno per uno gli utensili. Ma quando, dopo aver portato via tutto, l’ebbe anche guarita, le chiedeva il compenso pattuito; non volendo però ella darglielo, la condusse dagli arconti. Ed ella diceva che aveva promesso il compenso se le avesse guarito gli occhi, ma che ora, dopo la cura, stava peggio di prima                                |                  |         |
| 36 | Il cavallo e l'asino / Il cavallo e l'asino 「馬とロバ」 - uma to roba | -                |         |
| 36 | C'erano una volta un cavallo e un asino che vivevano nella tessa stalla. Il loro padrone voleva bene ad entrambi, e non mancava mai di attenzioni verso ciascuno di loro. Però, quando si trattava di portare i sacchi di farina da vendere, sulla groppa del cavallo, ne caricava solo un paio, mentre sulla groppa dell'asino, ne caricava molti di più. |                  |         |
| 37 | Il lupo e il pastore 「ワシとカラスと羊飼い」 - washi to karasu to hitsujikai | -                |         |
| 37 | Un pastore vede spesso un lupo girare intorno al suo gregge, ma, notando che l'animale non fa mai del male alle pecore, inizia a pensare che forse il lupo sia cambiato. Con il tempo, il pastore si fida sempre di più e alla fine affida le pecore al lupo mentre si assenta. Ma appena il pastore si allontana, il lupo sbrana tutte le pecore. |                  |         |
| 38 | Il padre e le figlie / Le figlie scontente 「父と娘たち」 - chichi to musume tachi | -                |         |
| 38 | Un tale, che aveva due figlie, ne diede una in matrimonio a un ortolano, l'altra a un vasaio. Dopo che fu trascorso del tempo, si recò dalle due figlie chiedendo come procedeva il loro matrimonio, entrambe le donne espressero due strane richieste. |                  |         |
| 39 | L'asino, il leone e la volpe / L'asino, la volpe e il leone 「ロバとキツネとライオン」 - roba to kitsune to raion | -                |         |
| 39 | Un asino ed una volpe fecero amicizia e insieme se ne andarono a caccia. Incontrarono un leone, la volpe intuì il pericolo che stava correndo, gli si avvicinò e cominciò a parlargli: si impegnava a consegnargli l'asino, in cambio della sua salvezza. Il leone le promise la libertà: così la volpe condusse l'asino verso una trappola. |                  |         |
| 40 | Il topo e la rana / Il topo e la rana 「ネズミとカエル」 - nezumi to kaeru | -                |         |
| 40 | Un topo gironzolava solo per i campi, quando incontrò stravagante ranocchia. I due fecero presto amicizia, così i due iniziarono a cercare cibo. La loro avventura ha inizio. |                  |         |
| 41 | Il re delle rane / Le rane cercano un re 「王様にえらばれたサル」 - ōsama nierabareta kaeru | -                |         |
| 41 | Le rane, che vagavano libere nelle paludi, chiesero con grande clamore un re a Zeus, che frenasse con la forza i loro costumi troppo dissoluti. Il padre degli dei rise e diede loro un piccolo travicello, che, lanciato, per l'improvviso movimento e per il rumore nel cadere nello stagno, spaventò quella specie fifona. |                  |         |
| 42 | Il cervo e la vite 「シカとぶどうの木」 - shika tobudōno ki | -                |         |
| 42 | Un cervo, durante una fuga dai cacciatori, si nasconde sotto una vite. Illuso di non essere ancora in salvo, si mette a mangiarla e viene beccato. |                  |         |
| 43 | Le due bisacce 「旅人たちと熊」 - tabibito tachito kuma | -                |         |
| 43 | Prometeo dopo aver fabbricato degli uomini, appende al collo due bisacce ad ognuno, uno rappresenta gli occhi di vedere i vizi mentre l'altro è meno attento. |                  |         |
| 44 | I topi e le donnole / La donnola e i topi 「ネズミたちとイタチ」 - nezumi tachito itachi | -                |         |
| 44 | Una donnola, debole per colpa degli anni e della vecchiaia, poiché non riusciva ad afferrare dei rapidi topolini, vinceva con l'astuzia la sua incapacità e con l'inganno si procurava il cibo |                  |         |
| 45 | Il pastore e le sue pecore 「うそつき」 - usotsuki | -                |         |
| 45 | Le pecore, mangiando le ghiande, senza accorgersene, mangiarono insieme anche il mantello del pastore, che le maledice ingenuamente. |                  |         |
| 46 | Uccelli e pipistrelli / Il canarino e il pipistrello 「カナリヤとコウモリ」 - kanariya to kōmori | -                |         |
| 46 | Il pipistrello, sentì il cinguettare di un usignolo: proveniva da una gabbia. Il mammifero chiese al canarino perché cantasse solo di notte. Tra le lacrime, l'uccello rispose, che un giorno, cantando di giorno, fu preso e ingabbiato da un uomo. Il pipistrello allora rimproverò l'uccello per la sua negligenza e se lo mangiò. |                  |         |
| 47 | La volpe e il leone / La volpe e il vecchio leone 「年よりライオンとキツネ」 - nen yori raion to kitsune | -                |         |
| 47 | Un leone non poteva cacciare, decise di ricorrere all'astuzia, si stabilì in una grotta, fingendosi malato. Ogni volta che un animale si recava nella grotta veniva mangiato. Una volpe molto astuta ha intuito la strategia del leone. |                  |         |
| 48 | La formica e la cavalletta 「ロバとキリギリスたち」 - roba to kirigirisu tachi | -                |         |
| 48 | Una cavalletta deride una formica che fa le scorte per l'inverno. |                  |         |
| 49 | Il leone e il contadino / Il leone e il contadino 「ライオンと農夫」 - raion to nōfu | -                |         |
| 49 | Un leone entrò nella fattoria di un contadino; e quello volendo catturarlo chiuse la porta del cortile. Ed egli non potendo uscire prima uccise le pecore e poi si rivolse anche contro i buoi. E il contadino temendo per sé stesso aprì la porta. |                  |         |
| 50 | L'indovino / L'indovino 「預言者」 - yogen mono | -                |         |
| 50 | Un indovino, sedendo in una piazza, riscuoteva denaro per predire il futuro. Essendo andato, all'improvviso un uomo e avendolo avvisato che le porte della sua casa erano state aperte e tutto quello che stava dentro era stato portato via, sconvolto andò di corsa gemendo per vedere il fatto. |                  |         |
| 51 | La gallina delle uova d'oro / La gallina dalle uova d'oro 「金の卵を産むニワトリ」 - kin no tamago wo umu niwatori | -                |         |
| 51 | Una coppia di contadini ha una gallina che depone uova d'oro, e con esse possono comprare tutto quello che vogliono. Impazziti dall'avidità, decidono di uccidere l'animale pensando che anche dentro le interiora ci siano le uova d'oro, ma quando la uccidono scoprono che era una gallina normale. I due si pentono di aver ucciso il loro più grande prodigio, quando ormai è troppo tardi. |                  |         |
| 52 | L'aquila e lo scarabeo / L'aquila e lo scarafaggio 「ワシとカブトムシ」 - washi to kabutomushi | 23 dicembre 1983 |         |
| 52 | Un'aquila insegue una lepre, che cerca aiuto da uno scarabeo. Lo scarabeo, nonostante i suoi tentativi, non riesce a salvare la lepre, che viene mangiata dall'aquila. Lo scarabeo, offeso, decide di vendicarsi dell'aquila, distruggendo sistematicamente le sue uova. L'aquila, non sapendo come proteggere le sue uova, chiede aiuto a Zeus, che le permette di fare il nido nel suo grembo. Lo scarabeo, non rassegnandosi, trova un modo per far cadere le uova di Zeus, vendicandosi così dell'aquila.                                                          |                  |         |